# 2011 год в науке
2011 год был объявлен Организацией Объединённых Наций Международным годом химии.

## События
- 24—30 июля. В Мельбурне (Австралия) состоялся XVIII Международный ботанический конгресс[2].
- Численность населения Земли достигла 7 миллиардов[3].

## Достижения человечества

### Январь
- 6 января:
  - опубликована работа с доказательствами существования на Луне раскалённого ядра диаметром 330—360 километров[4].
  - опубликованы данные об открытии останков самой древней звезды, известной науке[5].
- 10 января — с помощью телескопа Кеплер открыта первая каменистая экзопланета (Kepler-10 b)[6].
- 11 января — в рамках Слоановского цифрового обзора неба астрономы опубликовали самое детализированное изображение неба на сегодняшний момент[7].
- 13 января — астрономы высчитали, что у Млечного Пути имеется тёмная галактика-спутник массой около 10 миллиардов Солнц, получившая название Galaxy X[8].
- 18 января — измерена точная температура (3200 °C) самой горячей планеты (WASP-33 b), известной на данный момент[9].
- 26 января:
  - астрономы определили, что в 2009 году с Юпитером столкнулся астероид[10].
  - опубликована статья об открытии самой далёкой и самой древней галактики UDFj-39546284, известной на данный момент науке[11].

### Февраль
- 1 февраля — опубликован отчёт об открытии орбитальным телескопом WISE 33 тысяч новых астероидов и 20 комет в Солнечной системе.[12]
- 2 февраля — объявлено об открытии телескопом Кеплер 1235 экзопланет, 68 из которых по массе и размерам сравнимы с Землёй.[13]
- 3 февраля — опубликована работа об открытии животного с самым большим количеством генов. Им оказался речной рачок дафния.[14]
- 8 февраля — в проекте распределенных вычислений PrimeGrid открыто обобщённое число Ферма 145310262144+1 (1 353 265 цифр)[15].
- 11 февраля — впервые открыты петроглифы на Восточном Тиморе. Их возраст оценивается в 10—12 тысяч лет.[16]
- 24 февраля:
  - успешный старт шаттла Дискавери по программе «STS-133».[17]
  - в проекте распределенных вычислений PrimeGrid открыто наибольшее на данный момент обобщённое простое число Вудала 404882×43404882−1 (661 368 цифр)[18].
- 28 февраля — в Японии прошёл первый в мире марафонский забег, участие в котором принимали роботы[19].

### Март
- 1 марта:
  - объявлено об открытии ранее неизвестного радиопульсара (J1952+2630) в рамках проекта добровольных распределенных вычислений Einstein@Home[20].
  - в проекте распределенных вычислений PrimeGrid открыто простое число 3×27033641+1 (2 117 338 цифр)[21].
- 5 марта — учёные на опыте обосновали непротиворечивость перемещений в прошлое с помощью машины времени, однако как оказалось, природа может обороняться от попыток переписать историю[22].
- 8 марта — в проекте распределенных вычислений PrimeGrid открыто обобщённое число Ферма 40734262144+1 (1 208 473 цифры)[23].
- 14 марта:
  - учёные обнаружили окаменелости инопланетных бактерий в метеоритах, однако они пока не уверены, что это именно бактерии на 100 %, но это очередной раз косвенно доказывает, что жизнь распространена не только на Земле, но и по всей Вселенной[24].
  - учёные установили, что изотиоцианат, который вызывает смерть раковых клеток, содержится в брокколи, цветной капусте и в некоторых других видах семейства капустных[25].
- 18 марта
  - Автоматическая межпланетная станция MESSENGER вышла на орбиту Меркурия.
  - Автоматическая межпланетная станция New Horizons пересекла орбиту Урана после пятилетнего путешествия. Корабль Вояджер-2 преодолел это расстояние в 1986 году за 8 лет.
- 21 марта — в Канаде созданы биоразлагаемые наночастицы, которые могут находить и уничтожать раковые клетки[26].

### Апрель
- 5 апреля — успешно стартовал с космодрома Байконур Союз ТМА-21 с персональным именем Юрий Гагарин в честь 50-летия первого полёта человека в космос.
- 22 апреля — на Большом адронном коллайдере установлен новый мировой рекорд пиковой светимости для адронных коллайдеров — 4,8⋅1032 см−2·с−1 (детектор ATLAS) и 4,4⋅1032 см−2·с−1 (детектор CMS). Ранее обладателем рекорда являлся протон-антипротонный коллайдер Тэватрон. В настоящее время пиковая светимость достигла ещё больших значений[27].
- 24 апреля — в журнале «Nature» опубликованы результаты экспериментов на установке RHIC, согласно которым в них впервые в мире наблюдалось образование антигелия-4[28].

### Май
- 2 мая — физикам из CERN, входящим в коллаборацию ALPHA[англ.], удалось удержать несколько тысяч атомов антивещества (антиводорода) на протяжении 1000 секунд в специальной магнитной ловушке при температуре ниже 0,5 K[29].
- 3 мая — исследователи пришли к выводу, что древние вымершие гоминиды Paranthropus boisei питались преимущественно травой, конкурируя за ресурсы со жвачными животными, а не с другими гоминидами.[30]
- 4 мая:
  - Найдена окаменелость очень крупного муравья вида Titanomyrma lubei, одного из самых крупных известных науке на данный момент[31].
  - Опубликованы результаты моделирования звёздных потоков Стрельца, Сироты и GD-1, получанные в рамках проекта добровольных распределенных вычислений MilkyWay@Home[32].
- 5 мая — впервые прочитан геном представителя споровых сосудистых растений, плауна Selaginella moellendorffii[33].
- 11 мая — шведские учёные смогли установить группу белков, заблокировав выработку которых, можно изменить работу митохондрий, тем самым увеличивать продолжительность жизни клетки, замедляя процессы старения[34].
- 12 мая — американские астрономы обнаружили у Млечного пути новый рукав, который является продолжением рукава Щита-Центавра.[35]
- 16 мая — старт шаттла Индевор по программе «STS-134».[36]
- 24 мая — австралийские учёные провели уникальный эксперимент с участием двух роботов: роботы сами придумали себе язык и маршрут действия, а также сами составили карты своего перемещения, более того, они смогли понимать друг друга и указывать друг другу нужный маршрут[37].
- 26 мая — Равенство нулю электрического дипольного момента электрона проверено с точностью 10−27 e·см[38].

### Июнь
- 10 июня — запущен научный спутник Aquarius, предназначенный для составления первой в мире карты распределения солей в Мировом океане[39].
- 13 июня — в проекте распределенных вычислений PrimeGrid открыто наибольшее известное на данный момент факториальное простое число 110059!+1 (507 082 цифры)[40].
- 15 июня — удалось создать нейропротез, выполняющий работу, которая в естественных условиях выполняется нейронами. Вставленные в мозг крысы электроды смогли поддерживать долговременную память[41][42].
- 23 июня — в проекте распределенных вычислений PrimeGrid открыты простые числа Прота 7333×2138560+1 (41 716 цифр)[43] и 9×22543551+1 (765 687 цифр)[44].
- 28 июня — старт шаттла Атлантис по программе «STS-135».[39]

### Июль
- 1 июля — учёные смогли вывести бактерию с ядовитой ДНК, что лишний раз подтверждает, что жизнь может приспособиться к любым условиям[45].
- 2 июля — в проекте распределенных вычислений PrimeGrid открыто простое число Прота 3771×2221676+1 (66 736 цифры)[46].
- 6 июля — объявлено об открытии трёх ранее неизвестных радиопульсаров (J1322-6321, J1817-1937 и J1840-0644) в рамках проекта добровольных распределенных вычислений Einstein@Home[47].
- 10 июля — в проекте распределенных вычислений PrimeGrid открыто простое число Прота 4479×2226618+1 (68 223 цифры)[48].
- 12 июля — объявлено об открытии ещё одного радиопульсара (J1455-5922) в рамках проекта добровольных распределенных вычислений Einstein@Home[49].
- 16 июля — исследовательский зонд Dawn вышел на орбиту вокруг второго по величине астероида Солнечной системы Весты и стал первым в истории искусственным спутником в Главном поясе астероидов[50].
- 18 июля — с космодрома Байконур стартовал российский 10-метровый радиотелескоп «Спектр-Р»[51].
- 18 июля — объявлено об открытии ещё одного радиопульсара (J1644-4409) в рамках проекта добровольных распределенных вычислений Einstein@Home[52].
- 26 июля — объявлено об открытии ещё одного радиопульсара (J1755-3331) в рамках проекта добровольных распределенных вычислений Einstein@Home[53].

### Август
- 4 августа — объявлено о завершении подпроекта Euler, выполняемого в рамках проекта добровольных распределенных вычислений yoyo@home. В ходе выполненных расчётов найдено 196 новых решений для обобщения гипотезы Эйлера на случай (6, 2, 5)[54].
- 5 августа — опубликован препринт статьи об обнаружении льда на карликовой планете, имеющей неофициальное название Белоснежка.[55]
- 5 августа — старт космического аппарата «Юнона», предназначенного для исследования магнитного поля и атмосферы Юпитера.[39]
- 9 августа — учёные подтвердили внеземную природу частей ДНК в метеоритах, таким образом научно доказано, что падение метеоритов могло привести к зарождению жизни на Земле[56].
- 12 августа — опубликована работа об открытии графена в Магеллановых облаках[57].
- 18 августа — опубликован пресс-релиз, посвящённый карте движения антарктического льда, впервые составленной учёными[58].
- 19 августа — объявлено об открытии ещё трёх радиопульсаров (J1619-4202, J1811-1047 и J1838-1848) в рамках проекта добровольных распределенных вычислений Einstein@Home[59].
- 21 августа — опубликована статья об открытии древнейших органических окаменелостей, возраст которых составляет приблизительно 3,4 миллиарда лет[60].
- 22 августа — у побережья Албании археологи обнаружили останки древнеримского торгового корабля, на борту которого находились около 300 глиняных амфор для вина[61].
- 30 августа — найдена ещё одна потенциально обитаемая экзопланета HD 85512 b[62][63].

### Сентябрь
- 3 сентября — объявлено об открытии возможности получения красных кровяных клеток из стволовых[64][65].
- 6 сентября — объявлено об открытии ещё одного радиопульсара (J1821-0325) в рамках проекта добровольных распределенных вычислений Einstein@Home[66].
- 10 сентября — старт первого зонда в рамках программы GRAIL, целью которой является изучение гравитационного поля Луны космическими аппаратами.[39]
- 12 сентября — в проекте распределенных вычислений PrimeGrid открыто простое число Прота 25×22141884+1 (644 773 цифры)[67].
- 22 сентября — Исследовательский центр Европейской организации по ядерным исследованиям (ЦЕРН) заявил о том, что в ходе эксперимента OPERA были обнаружены нейтрино, которые могут двигаться со скоростью, превышающей скорость света[68][69][70]. Однозначной трактовки полученных результатов нет. Имеется предположение, что «сверсветовая скорость» была вызвана неучтёнными релятивистскими эффектами движения спутников GPS относительно пучка нейтрино.[71][72]
- 29 сентября — КНР запустила свою первую орбитальную лабораторию Тяньгун-1, которая будет являться первым этапом создания полноценной орбитальной станции.

### Октябрь
- 13 октября — генетики реконструировали геном возбудителя «Чёрной смерти»[73].
- 16 октября — на платформе BOINC запущен российский проект добровольных распределенных вычислений SAT@home, целью которого является решение задачи о выполнимости булевых формул[74].
- 19 октября — Александр Йи и Сигэру Кондо рассчитали значение числа «Пи» с точностью в 10 триллионов цифр после запятой[75][76].
- 27 октября — в ходе обработки новой порции данных (BRP4) Обсерватории Аресибо в рамках проекта добровольных распределенных вычислений Einstein@Home объявлено об открытии ещё одного радиопульсара (J1950+24)[77].
- 29 октября — в проекте распределенных вычислений PrimeGrid открыто наибольшее известное на тот момент обобщённое число Ферма 361658262144+1 (1 457 075 цифр)[78].

### Ноябрь
- 2 и 14 ноября — первые китайские стыковки с орбитальной лабораторией Тяньгун-1 беспилотного корабля Шэньчжоу-8.
- 8 ноября — в ходе обработки порции данных Обсерватории Аресибо в рамках проекта добровольных распределенных вычислений Einstein@Home объявлено об открытии радиопульсара (J1952+25)[79].
- 9 ноября — неудачный запуск автоматической межпланетной станции Фобос-грунт.
- 19 ноября — в проекте распределенных вычислений PrimeGrid открыто наибольшее известное на момент открытия обобщённое число Ферма 75898524288+1 (2 558 647 цифр)[80].

### Декабрь
- 7 декабря — в ходе обработки порции данных Обсерватории Аресибо в рамках проекта добровольных распределенных вычислений Einstein@Home объявлено об открытии двух радиопульсаров (J1910+10 и J1907+05)[81].
- 21 декабря — по результатам обработки статистики 4,4 фбн−1 коллаборацией ATLAS, работающей на Большом адронном коллайдере, объявлено от открытии новой элементарной частицы {\displaystyle \chi _{b}(3S)}, состоящей из b- и анти-b-кварков (кварконий)[82].
- 24 декабря — в проекте распределенных вычислений PrimeGrid открыта наибольшая известная на данный момент пара простых чисел-близнецов 3756801695685×2666669±1 (200 700 цифр), являющихся числами Софи Жермен[83].

## Награды

### Нобелевские премии
- Физика — Сол Перлмуттер, Брайан Шмидт, Адам Рисс — «за открытие ускоренного расширения Вселенной посредством наблюдения дальних сверхновых».
- Химия — Дан Шехтман — «за открытие квазикристаллов».
- Медицина и физиология — Жюль Офман, Брюс Бётлер — «за работы по изучению активации врождённого иммунитета», Ральф Стейнман — «за открытие дендритных клеток и изучение их значения для приобретённого иммунитета».
- Литература — Томас Транстрёмер — «за его краткие, полупрозрачные образы, которые дают нам обновлённый взгляд на реальность».
- Премия мира — Элен Джонсон-Серлиф, Лейма Гбови, Тавакуль Карман — «за ненасильственную борьбу за права и безопасность женщин и участие в миротворческом процессе».

### Большая золотая медаль имени М. В. Ломоносова
Лауреаты Большой золотой медали имени М. В. Ломоносова:
- Владимир Александрович Тартаковский — за выдающийся вклад в развитие технической химии, органической химии и промышленного органического синтеза.
- Роалд Хоффман — за выдающийся вклад в развитие «Прикладной теоретической химии» и создание обобщённых моделей строения и реакционной способности молекул.

### Математика
- Абелевская премия:
  - Джон Милнор (США) — «за пионерские открытия в топологии, геометрии и алгебре»[84].

### Информатика
- Премия Кнута — Равиндран Кеннен
- Премия Тьюринга — Джуда Перл, за фундаментальный вклад в искусственный интеллект посредством разработки исчисления для проведения вероятностных и причинно-следственных рассуждений (англ. calculus for probabilistic and causal reasoning)[85]

### Премия Бальцана
- Античная история (греко-римский мир): Питер Браун (Ирландия)
- Исследования Просвещения: Бронислав Бачко (Польша)
- Теоретическая биология и биоинформатика: Рассел Скот Ланде (США / Великобритания)
- Ранняя вселенная (от Планковского времени до первых галактик): Джозеф Айвор Силк (США / Великобритания)

### Международная премия по биологии
- Eric H. Davidson — биология развития.

## Скончались
- 14 декабря — Борис Евсеевич Черток — выдающийся советский и российский учёный-конструктор в области ракетно-космической техники.